# Suomigracht (schip, 2004)
De Suomigracht is een Nederlands vrachtschip. Het is het eerste schip van een serie, gebouwd door de Poolse scheepswerf Stocznia Szczecińska Nowa in Szczecin. De andere schepen van deze serie werden op dezelfde werf gebouwd, de Saimaagracht, in maart 2005 opgeleverd en de Sampogracht, opgeleverd 28 juli 2005.
Het schip is in principe geschikt voor alle soorten vracht. Het vaart onder Fins/Zweedse ijsklasse 1A, dat wil zeggen dat het geschikt is om zonder ijsbreker door ijsvelden te varen. Door de eigen kranen aan boord kan het onder andere onderdelen vervoeren naar bestemmingen zonder voldoende loscapaciteit, bijvoorbeeld de wieken van windturbines die op zee worden geplaatst.
Het schip heeft een aantal bijzonderheden. Het sluit de laadruimen niet alleen af met hydraulisch bediende vouwluiken, (de bovenste luiken), maar daaronder ligt nog een tweede dek met luiken als pontons, die door de scheepskranen kunnen worden gelicht. Daarmee kunnen drie tussendekken worden gecreëerd of, als ze verticaal worden geplaatst, afscheidingen vormen tegen het verschuiven van bulklading als graan of andere ladingen. De kenmerkende constructies aan de zijkant dienen om via de zijkant van het schip de ruimen te kunnen laden. Ze hebben deuren die naar buiten kunnen zwenken om bescherming tegen de regen te kunnen bieden, waarmee wordt bereikt dat onder alle weersomstandigheden kan worden gewerkt.